# ウォルター・H・トンプソン
ウォルター・ヘンリー・トンプソン（Walter Henry Thompson BEM, 1890年12月3日 - 1978年1月18日）は、イギリスの警察官。1921年から1935年および1939年から1945年にかけて、ウィンストン・チャーチルの護衛官を務めたことで知られる。

## 初期の経歴
1890年、サウス・ロンドンのブリクストンにて労働者階級の家に生を受ける。13人兄弟の1人で、警察官採用までは様々な仕事に就いていた。警察官としての最初の配属先はパディントン・グリーン署だった。やがて婦人参政権論者の運動激化を受け、警察当局では特別部（Special Branch, 諜報担当）の拡大を決定し、トンプソンもこの際に特別部へ志願した。
1913年に特別部へと配属され、以後は婦人参政権論者の監視任務に参加し、トンプソンは主要な運動指導者の名をほとんど把握していたという。その後、護衛官の任務を与えられるまではアナキストや諸外国の動向調査にも従事していた。

## 護衛官
1921年、トンプソンはチャーチルの護衛官に任命され、1935年に警察を退職するまで務めた。
チャーチルには気に入られており、トンプソンの娘が病気になった時、チャーチルは自分の主治医を彼女の元へ送り、さらに診察費の請求書は自分に送らせたという。しかし、任務上長期間に渡って離れ離れになることが多かった為に家族関係は悪化し、1929年には離婚を余儀なくされる。その後、共に過ごすことが多かったチャーチルの次席秘書メアリー・シェアバーン（Mary Shearburn）と再婚した。
警察退職後は家族と共に食料雑貨店を経営していたが、1939年8月22日にチャーチルから護衛官復帰を求める電報を受け取った。この電報には、「水曜午後4時30分クロイドン空港で私に会う」（Meet me Croydon Airport 4.30pm Wednesday.）とあった。当時、チャーチルは公職には就いていなかったものの、反宥和政策の推進者としてドイツを始めとする諸勢力から命を狙われていた。その為、彼はトンプソンを週給£5（現在の£392相当）で個人的に雇ったのである。第二次世界大戦の勃発を受けてチャーチルが海相に就任し内閣に復帰すると、トンプソンはスコットランドヤードに警察官として復職した。
トンプソンは護衛官として、チャーチルと共に200,000マイルを移動した。またチャーチル自身の無鉄砲な性格もあり、ロンドン大空襲の際に爆弾片に晒された時、IRA、インドやアラブの民族主義者、ギリシャの共産党員、そしてナチス・ドイツの工作員といった諸勢力による暗殺計画が実行に移された時、あるいは単なる狂人に襲撃を受けた時など、チャーチルは20回以上も命の危機に晒され、その度トンプソンに救われた。過酷な任務によるストレスから、トンプソンは一時体調を崩し護衛官の職を離れたものの、数週間以内に復帰している。
トンプソンは常にチャーチルと共にいた為、チャーチルの妻クレメンティーンは彼を指して「永遠の厄介者」（perpetual annoyance）と称した。1945年、トンプソンはチャーチルの護衛を通じて祖国へ貢献したとして、大英帝国メダル（BEM）を授与された。

## 退職
1945年6月、チャーチルの退任に合わせてトンプソンも再び退職した。この際、ロンドン警視総監および政府当局はトンプソンに対し、当面の間は回顧録出版を認めないことと、仮に出版された場合は警察年金の受給資格が取り消される旨を伝えた。それにも関わらず、トンプソンは350,000語からなる原稿を書き上げた。これに検閲を加えたものが1950年代に『I was Churchill's Shadow』（私はチャーチルの影だった）のタイトルで出版された。
回顧録の出版によって一躍有名人となったトンプソンは、イギリス各地を巡って著書に関するイベントに参加した。アメリカ合衆国でも出版され、トンプソンは妻と共にアメリカ国内で400回以上の講演を行ったほか、『en:To Tell the Truth』のようなテレビ番組にも出演した。彼は『To Tell the Truth』に出演した際、$300 (現在の$3,412に相当）の賞金を獲得している。
1978年1月18日、87歳でガンにより死去した。
死後、又姪にあたるリンダ・ストッカー（Linda Stoker）が検閲前の回顧録の原稿を発見した。

## 著書
- Thompson, Walter H. (1938). Guard from the Yard (1938 ed.). Jarrolds - Total pages: 255
- Thompson, Walter H. (1951). I was Churchill's Shadow (1951 ed.). C. Johnson - Total pages: 200
- Thompson, Walter H. (1953). Sixty Minutes with Winston Churchill (1953 ed.). C. Johnson - Total pages: 92
- Thompson, Walter H. (2003). Beside the Bulldog: The Intimate Memoirs of Churchill's Bodyguard (2003 ed.). Apollo Limited Publishing. ISBN 9780954522308 - Total pages: 144